# Willy Oddó
Guillermo Fernando Oddó Parraguez, artísticamente conocido como Willy Oddó (14 de octubre de 1943-7 de noviembre de 1991) fue un músico e ingeniero chileno, reconocido por ser uno de los intérpretes de la banda Quilapayún entre 1967 y 1987.

## Carrera

### Quilapayún
El "Willy" (diminutivo de "William", versión inglesa del nombre "Guillermo") ingresó a Quilapayún en 1967, luego de que uno de sus fundadores, Julio Numhauser, dejara la agrupación por discrepancias musicales. Guillermo se convierte así en miembro de la primera generación de la banda, siendo en ese momento estudiante de ingeniería. En ella estuvo por 20 años, participando en la mayoría de sus álbumes oficiales. La mayor parte de su carrera musical la vivió con Quilapayún en su exilio en Francia, producto del Golpe de Estado de 1973 que dio inicio a una dictadura militar.
Además de sus habilidades como instrumentista, Willy destacó por su voz, que junto con la de Carlos Quezada se convirtieron durante veinte años en las voces características de la banda.

### Retiro y trabajo municipal
Al regresar la banda a Chile, en la década de 1980, Oddó decide dejar la agrupación para asumir un trabajo como agente cultural de la Municipalidad de Santiago.

## Muerte
Willy Oddó fue asesinado en el sector de Plaza Italia, en Santiago, el 7 de noviembre de 1991, de vuelta de una fiesta nocturna, y producto de la estocada por parte de una joven prostituta. Guillermo, al notar la identidad transgénero de la joven, no quiso contratar sus servicios.
Sus restos yacen en el Cementerio General de Santiago de Chile.

## Actualidad
En 2003 algunos de los antiguos integrantes de Quilapayún se volvieron a reunir luego de varios años de distanciamiento, incorporándose además algunos músicos nuevos a la banda. Entre estos últimos está Ismael Oddó, hijo de Willy, quien es intérprete activo de la agrupación hasta el día de hoy.

## Discografía
En Quilapayún
- 1967 - Canciones folclóricas de América (con Víctor Jara)
- 1968 - X Vietnam
- 1969 - Quilapayún 3
- 1969 - Basta
- 1970 - Quilapayún 4
- 1970 - Cantata de Santa María de Iquique
- 1971 - Vivir como él
- 1972 - Quilapayún 5
- 1973 - La fragua
- 1974 - Yhtenäistä kansaa ei voi koskaan voittaa
- 1975 - El pueblo unido jamás será vencido
- 1975 - Adelante
- 1976 - Patria
- 1977 - La marche et le drapeau
- 1977 - Enregistrement Public
- 1978 - Cantata Santa María de Iquique (nueva versión)
- 1979 - Umbral
- 1980 - Alentours
- 1980 - Darle al otoño un golpe de ventana para que el verano llegue hasta diciembre
- 1982 - La revolución y las estrellas
- 1983 - Chante Neruda
- 1983 - Quilapayún en Argentina
- 1984 - Tralalí tralalá
- 1985 - Quilapayún en Argentina vol. 2
- 1987 - Survarío

## Canciones
En Quilapayún
- 1975 - «El plan Leopardo» (música), del álbum Adelante.

## Reconocimientos
- 1995 - Premio Gabriela Mistral (póstumo y honorífico), entregado por el Ministerio de Educación de Chile.[6]